# Jimmy Utterson
James „Jimmy“ Utterson (* 26. November 1914 in Gateshead; † 6. Dezember 1935 in Wolverhampton) war ein englischer Fußballspieler. Der Torhüter spielte Mitte der 1930er Jahre Erstligafußball in Nordirland für Glenavon FC und die Wolverhampton Wanderers in England. Er verstarb bereits kurz nach seinem 21. Geburtstag.

## Karriere
Utterson war in seiner Geburtsstadt im Nordosten Englands bei dem mutmaßlich irisch geprägten Fußballverein Gateshead Celtic in der Tyneside League aktiv, bevor er im November 1933 als Probespieler beim nordirischen Erstligaklub Glenavon FC vorstellig wurde. Trotz einer 1:2-Niederlage gegen Cliftonville machte er nach Pressemeinung einen „gefälligen Eindruck“. Im Anschluss an eine 0:2-Niederlage Mitte Dezember 1933 gegen Belfast Celtic, bei der er neuerlich für ein „ausgezeichnetes Spiel“ gelobt wurde, nahm ihn der Klub fest unter Vertrag. Im Mai 1934 stand er mit Glenavon im Finale um den Mid-Ulster Cup gegen Portadown, in der ersten Partie (Endstand 0:0) wurde ihm „eine durchgehend meisterhafte Vorstellung und etliche exzellente Paraden“ attestiert. Nachdem er auch am torlosen Unentschieden im Wiederholungsspiel mitgewirkt hatte, verlor Glenavon das zweite Wiederholungsspiel ohne seine Teilnahme mit 1:6. In der Liga schloss Glenavon die Saison 1933/34 auf dem 8. Tabellenplatz ab, in der Presse wurde Utterson wiederholt für seine Auftritte gelobt, so hielt der Belfast Telegraph im Januar 1934 fest: „Utterson leistete Glenavon gute Dienste. Dieser junge Torhüter spielte mit dem Selbstbewusstsein und den Fähigkeiten eines Veteranen. Seine Paraden waren phasenweise meisterhaft.“ Am Saisonende wurde er vom Klub auch für die folgende Spielzeit verpflichtet.
Im September 1934 profitierte er vom kurzfristigen Ausfall des nordirischen Ausnahmetorhüters Elisha Scott, der für einen Ligavergleich zwischen der Irish League und der englischen Football League vorgesehen war. Utterson rutschte an dessen Stelle in das Team und sah sich bei der 1:6-Niederlage vor 13.000 Zuschauern im Belfaster The Oval einer englischen Sturmreihe bestehend aus Stanley Matthews, Raich Carter, Fred Tilson, Ray Westwood und Eric Brook gegenüber. Trotz des deutlichen Resultats kommentierte der Korrespondent des Northern Whig: „Scott oder nicht Scott, er [Anm: Utterson] sollte auch im nächsten Ligavergleich weitermachen. Er war eine der Entdeckungen des Spiels und es ist aus irischer [Anm: Nationalmannschafts-]Sicht schade, dass er Engländer ist.“ Für den zwei Wochen später stattfindenden Vergleich mit der Scottish Football League wurden fünf neue Spieler nominiert, Utterson verblieb in der Mannschaft. Bei der 2:3-Niederlage vor 10.000 Zuschauern im Fir Park von Motherwell lobte die heimische Presse ihn als „cleveren Torhüter“. Im November 1934 schloss sich ein dritter Einsatz für die Auswahl der Irish League an, anlässlich eines Benefizspiels wegen eines schweren Unglücks im Bergwerk Gresford (Wales), wirkte er bei einem 3:2-Erfolg gegen eine „Rest der Liga“ genannte Auswahl mit. Zugleich wurde bekannt, dass der englische Erstligist Wolverhampton Wanderers ein Angebot über 500 £ für eine Verpflichtung Uttersons abgegeben hat. Nachdem Glenavon das erste Angebot abgelehnt hatte einigten sich die beiden Vereine wenige Tage später auf einen Wechsel. Während nach Pressemeldungen die Ablöse zwischen 500 £ und 1000 £ gelegen haben soll, vermeldete Glenavon im Sommer 1935 in einer Mitgliederversammlung Einnahmen von 400 £ im Zusammenhang mit dem Transfer.
In der Saison 1934/35 hatten bei Wolverhampton bereits Frank Wildman und Cyril Spiers zwischen den Pfosten gestanden. Mitte Dezember 1934 erhielt Utterson gegenüber Spiers den Vorzug und kam bei einem Auswärtsspiel gegen Stoke City zu seinem Debüt. Nach Meinung des Sports Argus hatte er bei dem 2:1-Auswärtserfolg „großen Anteil am Sieg“ und „zeigte viele spektakuläre Paraden.“ Utterson startete mit sechs Siegen in seinen ersten acht Auftritten für die erste Mannschaft, anschließend folgte aber eine Serie von fünf Niederlagen und im Februar 1935 wurde er nach 13 aufeinanderfolgenden Einsätzen (darunter zwei Spiele im FA Cup) von Trainer Frank Buckley aus der Mannschaft genommen und durch Jack Weare ersetzt. In den folgenden Monaten kam Utterson wiederholt für das Reserveteam in der Central League zum Einsatz. Utterson stand auch in der Saison 1935/36 bei den Wanderers unter Vertrag und der Daily Mirror prognostizierte in der Saisonvorbereitung ein „Torhüterproblem“, weil sowohl Weare als auch Utterson „großartig“ seien. Den Platz im Tor hatte weiterhin Weare inne; im September 1935 rückte Utterson für den verletzten Weare bei einer 2:4-Niederlage gegen den FC Middlesbrough nochmals für eine Ligapartie in die erste Mannschaft. In der Folge musste er sich wegen Formverlusts teils mit Einsätzen im "A"-Team  begnügen, der dritten Mannschaft des Klubs.
Utterson kam Ende November 1935 letztmals für die dritte Mannschaft der Wolves zum Einsatz. Am 4. Dezember begab er sich zur Behandlung in das Queen Victoria Nursing Institute in Wolverhampton, weil er sich unwohl fühlte. Zwei Tage später starb er gerade 21-jährig überraschend, laut Pressemeldungen an Herzversagen. Die Trauerfeier fand in den Räumlichkeiten der Wanderers statt, neben Uttersons Verlobter und seiner Verwandtschaft aus Gateshead und Irland nahmen auch Vereinsdirektoren, -funktionäre und sämtliche Spieler der Wolverhampton Wanderers daran teil. Seine sechs Mitspieler Weare, Joe Gardiner, Thacker, Stan Cullis, Fred Marsden und James Clayton dienten als Sargträger. Die erste Mannschaft trug im anschließenden Spiel Trauerflor, vor dem Heimspiel des Reserveteams wurde durch eine Militärkapelle „Abide with Me“ gespielt.
Im Mai 2022 erschien in der lokalen Zeitung Express & Star ein Artikel über das Grab Uttersons auf dem Merridale Cemetery in Wolverhampton, das sich in einem verwahrlosten und verfallen Zustand befindet.